# 李春芳
李春芳（1510年—1584年），字子实，号石麓，直隸扬州府兴化縣（今江苏兴化市）人，祖籍句容縣，人稱好好先生，句容相國。明朝学者及官员，狀元，1568年至1571年间担任內閣首輔。

## 生平
李春芳生于明正德五年（1510年），少年家貧，在句容茅山華陽洞借燈讀書。后來富貴，重修廟宇以為報答。嘉靖十年（1531年）中舉辛卯科應天府乡试第一百十七名，嘉靖二十六年（1547年）殿试高中丁未科状元，與張居正同科，授翰林院修撰，三十五年四月升翰林院学士，不久升遷太常寺少卿兼翰林院学士，三十九年升礼部右侍郎兼翰林院学士，八月掌翰林院事，四十年二月进禮部左侍郎，四十一年改任吏部左侍郎兼翰林院学士，四十二年三月（1563年4月8日），李春芳升任礼部尚书兼翰林院学士。在礼部时，组织起草并促成《宗藩条例》刊行。四十三年八月（1564年9月11日），受封太子太保。四十四年四月（1565年5月5日），李春芳加武英殿大学士，进入内阁，并于三年后的2月12日成为内阁首辅。性恭谨刻苦，隆庆初年拜首辅，与严讷、郭朴、袁炜同有“青词宰相”之目。卒于万历十二年（1584年）。贈太師，諡文定。

## 著作
著有《贻安堂集》十卷，一說李春芳是《西游记》的作者。

## 家族
李春芳祖上原籍南京附近的句容，因而一些记载中也将李春芳划为句容人。李春芳曾祖父李秀、祖父李旭（號朴庵）、父李镗（號懷萱），母徐氏。重庆下。弟齊芳、承芳。子李如松、李如桐、李如梓、李如楠。
後代繁衍成兴化望族，其孙李思诚官任礼部尚书，四世孙李滢尤邃于经学，五世孙李清擔任刑科给事中，李清子左都御史李枏（字木庵）曾为孔尚任《桃花扇》作序，“子孙曾玄五世，男女数十百人，官至尚书、卿寺以及知府、知县者十数人，而布衣、诸生以诗文名于世者数人”。

## 荧幕形象
- 《吴承恩与西游记》，金阳饰李春芳。
- 《大明王朝1566》，夏德生饰李春芳。

## 延伸阅读
[在维基数据编辑]
 《國朝獻徵錄·卷之十六》，出自焦竑《國朝獻徵錄》
 《明史卷一百九十三》，出自《明史》

| 官衔        | 官衔                        | 官衔        |
| ----------- | --------------------------- | ----------- |
| 前任： 嚴訥 | 明朝禮部尚書 1563年－1565年 | 繼任： 董份 |
| 前任： 徐阶 | 明朝内阁首輔 1568年－1571年 | 繼任： 高拱 |